# Regimento do Serviço de Saúde
O Regimento do Serviço de Saúde (RSS) foi uma unidade do Exército Português, aquartelada em Coimbra e extinta em 1975. Foi recriada em 1981, como Batalhão do Serviço de Saúde (BSS), sendo novamente extinta em 2006.
Competia ao RSS - e depois ao BSS - a instrução de socorristas e outros especialistas do Serviço de Saúde do Exército, bem como o aprontamento de unidades operacionais sanitárias. Até 2006, o BSS tinha como encargos operacionais o levantamento de duas companhias sanitárias, uma para o Batalhão de Apoio de Serviços da Brigada Ligeira de Intervenção e a outra para o Batalhão Sanitário do Comando Administrativo-Logístico.

## História
A primeira unidade militar sanitária do Exército Português foi a 1ª Companhia de Tropas do Serviço de Administração Militar, criada em 1869. Esta unidade pertencia à administração militar mas destinava-se ao serviço de saúde. Em 1911, foi criado o 1ª Grupo de Companhias de Saúde em Lisboa e o 2ª Grupo de Companhias de Saúde em Coimbra
O Regimento do Serviço de Saúde foi criado em 1965, em Coimbra, com base no antigo Regimento de Infantaria nº 12 e que absorveu as missões dos então extintos 1º e 2º grupos de companhias de saúde. O RSS foi a primeira unidade de serviços do tipo regimento, no Exército Português. Durante o resto da Guerra do Ultramar, o RSS aprontou e enviou para Angola, Guiné Portuguesa e Moçambique diversas unidades sanitárias, a maioria delas sendo destacamentos de inspeção de alimentos, de inspeção de águas e cirúrgicos. O RSS foi extinto em 1975, deixando de exitir qualquer unidade mobilizadora do Serviço de Saúde no Exército Português.
Perante a falta da existência de uma unidade do Serviço de Saúde, em 1981 foi criado o Batalhão do Serviço de Saúde, aquartelado em Setúbal. Em 1993, o BSS foi transferido para Coimbra. Na sequência da reorganização do Exército de 2006, o BSS foi extinto.